# Jeux mondiaux de 2013
Navigation
Kaohsiung 2009 Wrocław 2017
Les Jeux mondiaux de 2013 se déroulent à Cali (Colombie) du 25 juillet au 4 août 2013. Cette 9e édition, sous la patronage de l'Association internationale des Jeux mondiaux (IWGA), regroupe des sports non inscrits au programme des Jeux olympiques.

## Disciplines sportives au programme
Le calendrier des compétitions présente les disciplines sportives suivantes :
| Sports artistiques et de danse - Danse sportive - Gymnastique acrobatique - Gymnastique aérobic - Gymnastique rythmique - Roller artistique - Trampoline et tumbling | Sports de balle - Beach handball - Fistball - Kayak-polo - Korfbal - Racquetball - Rugby à sept (discipline olympique en 2016) - Softball (démonstration) - Squash | Arts martiaux - Ju-jitsu - Karaté - Sumo - Wushu (démonstration) | Sports de précision - Billard - Carom - Snooker - Billard - Bowling - Sport-boules - Tir à l'arc | Sports de force - Force athlétique - Tir à la corde | Sports tendance - Canoë-kayak marathon (démonstration) - Course d'orientation - Duathlon (démonstration) - Escalade - Nage avec palmes - Roller - Roller de vitesse - Roller in line hockey - Sauvetage sportif - Ski nautique & Wakeboard - Sport aérien - Parachutisme - Parapente - Ultimate |

### "Jardin des sports"
Le "Jardin des sports" regroupe plusieurs événements sportifs dans les villes voisines de Buga et de Jamundí. Ces événement ont pour objectif de présenter des disciplines en vue de l'étude de leur inclusion potentielle lors de futurs éditions. Les disciplines présentées ne sont pas inscrites au programme officiel (contrairement aux sports de démonstration).
Listes des disciplines présentées :
- Futsal (règles d'AMF) au Coliseo Mayor de Buga
- Kudo au Coliseo Mayor de Buga
- Wallball (en) au Coliseo Alfaguara y Plaza Mayor de Jamundi
- Frontball au Coliseo Alfaguara y Plaza Mayor de Jamundi
- Hapkido au Stade El Cacique de Jamundi

## Médailles

### Tableau des médailles des sports «officiels»
- Pays organisateur

| Rang  | Nation           | Or  | Argent | Bronze | Total |
| ----- | ---------------- | --- | ------ | ------ | ----- |
| 1     | Italie           | 18  | 13     | 18     | 49    |
| 2     | Russie           | 17  | 23     | 13     | 53    |
| 3     | France           | 16  | 11     | 13     | 40    |
| 4     | Allemagne        | 15  | 7      | 8      | 30    |
| 5     | Chine            | 14  | 6      | 2      | 22    |
| 6     | États-Unis       | 11  | 4      | 4      | 19    |
| 7     | Ukraine          | 9   | 10     | 9      | 28    |
| 8     | Colombie         | 8   | 13     | 10     | 31    |
| 9     | Grande-Bretagne  | 6   | 6      | 3      | 15    |
| 10    | Taipei chinois   | 5   | 5      | 8      | 18    |
| 11    | Brésil           | 5   | 3      | 1      | 9     |
| 12    | Japon            | 5   | 1      | 4      | 10    |
| 13    | Suisse           | 4   | 4      | 0      | 8     |
| 14    | Danemark         | 3   | 2      | 2      | 7     |
| 15    | Suède            | 3   | 1      | 5      | 9     |
| 16    | Biélorussie      | 3   | 1      | 3      | 7     |
| 16    | Mexique          | 3   | 1      | 3      | 7     |
| 18    | Pays-Bas         | 2   | 6      | 5      | 13    |
| 19    | Belgique         | 2   | 4      | 4      | 10    |
| 20    | Espagne          | 2   | 4      | 2      | 8     |
| 21    | Chili            | 2   | 3      | 0      | 5     |
| 21    | Pologne          | 2   | 3      | 0      | 5     |
| 21    | Roumanie         | 2   | 3      | 0      | 5     |
| 24    | Slovénie         | 2   | 1      | 0      | 3     |
| 25    | Finlande         | 2   | 0      | 0      | 2     |
| 26    | Corée du Sud     | 1   | 2      | 6      | 9     |
| 27    | Autriche         | 1   | 2      | 3      | 6     |
| 28    | Hongrie          | 1   | 2      | 0      | 3     |
| 28    | Nouvelle-Zélande | 1   | 2      | 0      | 3     |
| 30    | Croatie          | 1   | 1      | 2      | 4     |
| 30    | Venezuela        | 1   | 1      | 2      | 4     |
| 32    | Viêt Nam         | 1   | 1      | 0      | 2     |
| 33    | Afrique du Sud   | 1   | 0      | 3      | 4     |
| 34    | Azerbaïdjan      | 1   | 0      | 1      | 2     |
| 34    | Lituanie         | 1   | 0      | 1      | 2     |
| 34    | Mongolie         | 1   | 0      | 1      | 2     |
| 37    | Inde             | 1   | 0      | 0      | 1     |
| 37    | Malaisie         | 1   | 0      | 0      | 1     |
| 37    | Moldavie         | 1   | 0      | 0      | 1     |
| 37    | Turquie          | 1   | 0      | 0      | 1     |
| 41    | Canada           | 0   | 3      | 6      | 9     |
| 42    | Norvège          | 0   | 3      | 4      | 7     |
| 43    | Argentine        | 0   | 3      | 2      | 5     |
| 43    | Égypte           | 0   | 3      | 2      | 5     |
| 43    | Thaïlande        | 0   | 3      | 2      | 5     |
| 46    | Tchéquie         | 0   | 2      | 1      | 3     |
| 47    | Australie        | 0   | 1      | 3      | 4     |
| 48    | Équateur         | 0   | 1      | 2      | 3     |
| 48    | Portugal         | 0   | 1      | 2      | 3     |
| 50    | Grèce            | 0   | 1      | 1      | 2     |
| 50    | Iran             | 0   | 1      | 1      | 2     |
| 52    | Luxembourg       | 0   | 1      | 0      | 1     |
| 53    | Irlande          | 0   | 0      | 1      | 1     |
| 53    | Israël           | 0   | 0      | 1      | 1     |
| 53    | Maroc            | 0   | 0      | 1      | 1     |
| 53    | Pérou            | 0   | 0      | 1      | 1     |
| 53    | Philippines      | 0   | 0      | 1      | 1     |
| 53    | Salvador         | 0   | 0      | 1      | 1     |
| 53    | Serbie           | 0   | 0      | 1      | 1     |
| Total | Total            | 176 | 169    | 169    | 514   |

### Tableau des médailles des sports de démonstration
- Pays organisateur

| Rang  | Nation     | Or | Argent | Bronze | Total |
| ----- | ---------- | -- | ------ | ------ | ----- |
| 1     | Hongrie    | 5  | 2      | 0      | 7     |
| 2     | Chine      | 5  | 1      | 1      | 7     |
| 3     | Iran       | 4  | 0      | 0      | 4     |
| 4     | France     | 1  | 3      | 2      | 6     |
| 5     | Viêt Nam   | 1  | 2      | 0      | 3     |
| 6     | Allemagne  | 1  | 0      | 2      | 3     |
| 7     | États-Unis | 1  | 0      | 1      | 2     |
| 7     | Japon      | 1  | 0      | 1      | 2     |
| 9     | Belgique   | 1  | 0      | 0      | 1     |
| 9     | Cuba       | 1  | 0      | 0      | 1     |
| 9     | Hong Kong  | 1  | 0      | 0      | 1     |
| 9     | Indonésie  | 1  | 0      | 0      | 1     |
| 13    | Malaisie   | 0  | 2      | 2      | 4     |
| 14    | Russie     | 0  | 2      | 0      | 2     |
| 15    | Italie     | 0  | 1      | 1      | 2     |
| 15    | Portugal   | 0  | 1      | 1      | 2     |
| 15    | Turquie    | 0  | 1      | 1      | 2     |
| 15    | Ukraine    | 0  | 1      | 1      | 2     |
| 19    | Brésil     | 0  | 1      | 0      | 1     |
| 19    | Canada     | 0  | 1      | 0      | 1     |
| 19    | Chili      | 0  | 1      | 0      | 1     |
| 19    | Espagne    | 0  | 1      | 0      | 1     |
| 19    | Inde       | 0  | 1      | 0      | 1     |
| 19    | Tchéquie   | 0  | 1      | 0      | 1     |
| 19    | Venezuela  | 0  | 1      | 0      | 1     |
| 26    | Argentine  | 0  | 0      | 1      | 1     |
| 26    | Colombie   | 0  | 0      | 1      | 1     |
| 26    | Mexique    | 0  | 0      | 1      | 1     |
| 26    | Pays-Bas   | 0  | 0      | 1      | 1     |
| 26    | Pologne    | 0  | 0      | 1      | 1     |
| Total | Total      | 23 | 23     | 18     | 64    |

## Participants
- Afrique du Sud
- Allemagne
- Angola
- Antilles néerlandaises
- Argentine
- Arménie
- Australie
- Autriche
- Azerbaïdjan
- Bahamas
- Belgique
- Birmanie
- Biélorussie
- Bolivie
- Bosnie-Herzégovine
- Brésil
- Bulgarie
- Canada
- Chili
- Chine
- Chypre
- Colombie
- Corée du Sud
- Costa Rica
- Croatie
- Cuba
- Danemark
- République dominicaine
- Équateur
- Égypte
- Émirats arabes unis
- Espagne
- Estonie
- États-Unis
- Fidji
- Finlande
- France
- Géorgie
- Grèce
- Guatemala
- Hong Kong
- Hongrie
- Îles Vierges britanniques
- Îles Vierges des États-Unis
- Inde
- Indonésie
- Irak
- Iran
- Irlande
- Israël
- Italie
- Japon
- Kazakhstan
- Kenya
- Koweït
- Lettonie
- Liban
- Libye
- Lituanie
- Luxembourg
- Macao
- Macédoine du Nord
- Madagascar
- Malaisie
- Maroc
- Mexique
- Moldavie
- Mongolie
- Monténégro
- Népal
- Nouvelle-Zélande
- Norvège
- Oman
- Pakistan
- Pays-Bas
- Pérou
- Philippines
- Pologne
- Portugal
- Porto Rico
- Qatar
- Roumanie
- Royaume-Uni
- Russie
- Salvador
- Samoa
- Samoa américaines
- Sénégal
- Serbie
- Singapour
- Slovaquie
- Slovénie
- Sri Lanka
- Suède
- Suisse
- Taipei chinois
- Tanzanie
- Tchéquie
- Thaïlande
- Tonga
- Tunisie
- Turquie
- Ukraine
- Uruguay
- Ouzbékistan
- Venezuela
- Viêt Nam